# گورشاه

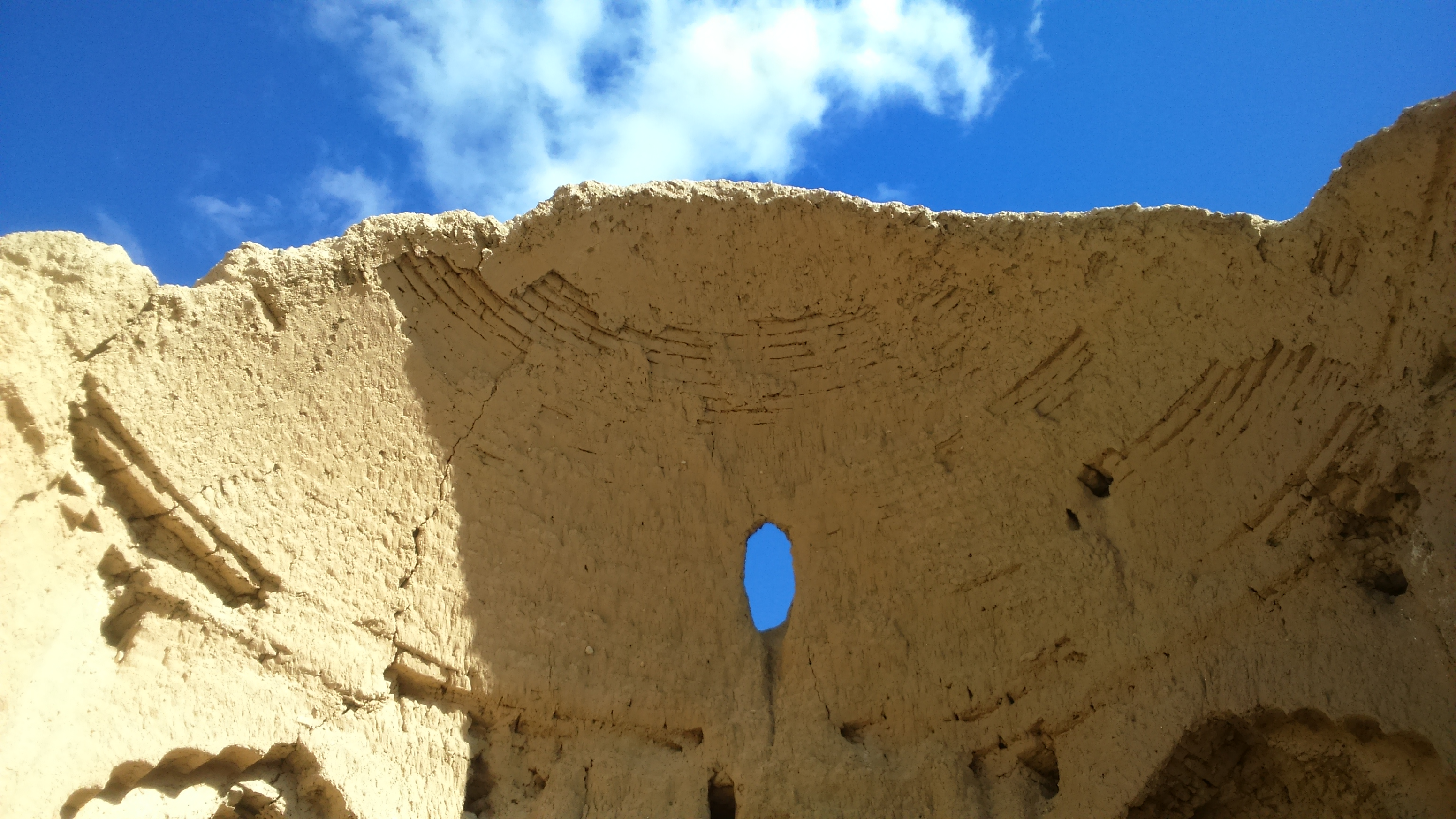
معماری زیبا

بنای گورشاه مربوط به دوره ایلخانی است و در شهرستان دامغان، روستای مایان واقع شده و این اثر در تاریخ ۲۵ اسفند ۱۳۸۰ با شمارهٔ ثبت ۵۶۶۹ به‌عنوان یکی از آثار ملی ایران به ثبت رسیده است.